# Petit Le Mans 2024
Navigation
Édition précédente Édition suivante
La 27e édition du Petit Le Mans 2024 (officiellement appelé le 2024 Motul Petit Le Mans) a été une course de voitures de sport organisée sur le circuit de Road Atlanta en Géorgie, aux États-Unis, qui s'est déroulée du 8 octobre 2024 au 11 octobre 2024. Il s'agissait de la dernière manche du championnat WeatherTech SportsCar Championship 2024 et toutes les catégories de voitures du championnat ont participé à la course.

## Engagés
| No.                   | Pays              | Écurie                                      | Voiture                      | Pilotes                | Pilotes                | Pilotes               |
| GTP (11 voitures)     | GTP (11 voitures) | GTP (11 voitures)                           | GTP (11 voitures)            | GTP (11 voitures)      | GTP (11 voitures)      | GTP (11 voitures)     |
| --------------------- | ----------------- | ------------------------------------------- | ---------------------------- | ---------------------- | ---------------------- | --------------------- |
| 01                    |                   | Cadillac Racing                             | Cadillac V-Series.R          | Sébastien Bourdais     | Renger van der Zande   | Scott Dixon           |
| 5                     |                   | Proton Competition                          | Porsche 963                  | Gianmaria Bruni        | Bent Viscaal           | Alessio Picariello    |
| 6                     |                   | Porsche Penske Motorsport                   | Porsche 963                  | Mathieu Jaminet        | Nick Tandy             | Kévin Estre           |
| 7                     |                   | Porsche Penske Motorsport                   | Porsche 963                  | Dane Cameron           | Felipe Nasr            | Matt Campbell         |
| 10                    |                   | Wayne Taylor Racing avec Andretti           | Acura ARX-06                 | Filipe Albuquerque     | Ricky Taylor           | Brendon Hartley       |
| 24                    |                   | BMW M Team RLL                              | BMW M Hybrid V8              | Philipp Eng            | Jesse Krohn            | Augusto Farfus        |
| 25                    |                   | BMW M Team RLL                              | BMW M Hybrid V8              | Connor De Phillippi    | Nick Yelloly           | Maxime Martin         |
| 31                    |                   | Whelen Cadillac Racing                      | Cadillac V-Series.R          | Jack Aitken            | Tom Blomqvist          | Pipo Derani           |
| 40                    |                   | Wayne Taylor Racing avec Andretti           | Acura ARX-06                 | Louis Delétraz         | Jordan Taylor          | Colton Herta          |
| 63                    |                   | Lamborghini Iron Lynx                       | Lamborghini SC63             | Matteo Cairoli         | Andrea Caldarelli      | Romain Grosjean       |
| 85                    |                   | JDC-Miller MotorSports                      | Porsche 963                  | Phil Hanson            | Tijmen van der Helm    | Richard Westbrook     |
| LMP2 (10 voitures)    |                   |                                             |                              |                        |                        |                       |
| 2                     |                   | United Autosports USA                       | Oreca 07                     | Ben Hanley             | Ben Keating            | Nico Pino             |
| 8                     |                   | Tower Motorsports                           | Oreca 07                     | Sebastián Álvarez (en) | John Farano            | Frederik Vesti        |
| 11                    |                   | TDS Racing                                  | Oreca 07                     | Mikkel Jensen          | Hunter McElrea (en)    | Steven Thomas         |
| 18                    |                   | Era Motorsport                              | Oreca 07                     | Ryan Dalziel           | Dwight Merriman        | Connor Zilisch (en)   |
| 20                    |                   | MDK par High Class Racing                   | Oreca 07                     | Dennis Andersen        | Scott Huffaker (en)    | Seth Lucas (en)       |
| 22                    |                   | United Autosports USA                       | Oreca 07                     | Paul di Resta          | Bijoy Garg (en)        | Dan Goldburg          |
| 52                    |                   | Inter Europol par PR1 Mathiasen Motorsports | Oreca 07                     | Nick Boulle            | Tom Dillmann           | Jakub Śmiechowski     |
| 74                    |                   | Riley                                       | Oreca 07                     | Josh Burdon (en)       | Felipe Fraga           | Gar Robinson          |
| 88                    |                   | Richard Mille AF Corse                      | Oreca 07                     | Nicklas Nielsen        | Luís Pérez Companc     | Lilou Wadoux          |
| 99                    |                   | AO Racing                                   | Oreca 07                     | Matthew Brabham        | Paul-Loup Chatin       | P. J. Hyett (en)      |
| GTD Pro (13 voitures) |                   |                                             |                              |                        |                        |                       |
| 1                     |                   | Paul Miller Racing                          | BMW M4 GT3                   | Bryan Sellers          | Madison Snow           | Neil Verhagen (en)    |
| 3                     |                   | Corvette Racing by Pratt Miller Motorsports | Chevrolet Corvette Z06 GT3.R | Antonio García         | Alexander Sims         | Daniel Juncadella     |
| 4                     |                   | Corvette Racing by Pratt Miller Motorsports | Chevrolet Corvette Z06 GT3.R | Nicky Catsburg         | Tommy Milner           | Earl Bamber           |
| 9                     |                   | Pfaff Motorsports                           | McLaren 720S GT3             | Oliver Jarvis          | Marvin Kirchhöfer      | James Hinchcliffe     |
| 14                    |                   | Vasser Sullivan                             | Lexus RC F GT3               | Ben Barnicoat          | Jack Hawksworth        | Kyle Kirkwood         |
| 19                    |                   | Iron Lynx                                   | Lamborghini Huracán GT3 EVO2 | Mirko Bortolotti       | Jordan Pepper          | Franck Perera         |
| 23                    |                   | Heart of Racing Team                        | Aston Martin Vantage AMR GT3 | Roman De Angelis (en)  | Ross Gunn (en)         | Alex Riberas          |
| 27                    |                   | Heart of Racing Team                        | Aston Martin Vantage AMR GT3 | Mario Farnbacher       | Zacharie Robichon      | Marco Sørensen        |
| 62                    |                   | Risi Competizione                           | Ferrari 296 GT3              | Davide Rigon           | Daniel Serra           | Alessandro Pier Guidi |
| 64                    |                   | Ford Multimatic Motorsports                 | Ford Mustang GT3             | Mike Rockenfeller      | Harry Tincknell        | Christopher Mies      |
| 65                    |                   | Ford Multimatic Motorsports                 | Ford Mustang GT3             | Joey Hand              | Dirk Müller            | Frédéric Vervisch     |
| 77                    |                   | AO Racing                                   | Porsche 911 GT3 R            | Michael Christensen    | Laurin Heinrich (en)   | Julien Andlauer       |
| 82                    |                   | DragonSpeed                                 | Ferrari 296 GT3              | Vincent Abril          | Thomas Neubauer        | Toni Vilander         |
| GTD (19 voitures)     |                   |                                             |                              |                        |                        |                       |
| 12                    |                   | Vasser Sullivan                             | Lexus RC F GT3               | Frankie Montecalvo     | Aaron Telitz           | Parker Thompson (en)  |
| 13                    |                   | AWA                                         | Chevrolet Corvette Z06 GT3.R | Matthew Bell           | Orey Fidani (en)       | Lars Kern             |
| 21                    |                   | AF Corse                                    | Ferrari 296 GT3              | François Hériau        | Simon Mann             | Miguel Molina         |
| 023                   |                   | Triarsi Competizione                        | Ferrari 296 GT3              | Alessio Rovera         | Charlie Scardina       | Onofrio Triarsi       |
| 32                    |                   | Korthoff Preston Motorsports                | Mercedes-AMG GT3             | Mikaël Grenier         | Kenton Koch (en)       | Mike Skeen (en)       |
| 34                    |                   | Conquest Racing                             | Ferrari 296 GT3              | Albert Costa           | Manny Franco           | Cédric Sbirrazzuoli   |
| 44                    |                   | Magnus Racing                               | Aston Martin Vantage AMR GT3 | Andy Lally             | John Potter            | Spencer Pumpelly      |
| 45                    |                   | WTR Andretti                                | Lamborghini Huracán GT3 EVO2 | Graham Doyle           | Danny Formal           | Kyle Marcelli (en)    |
| 47                    |                   | Cetilar Racing                              | Ferrari 296 GT3              | Antonio Fuoco          | Roberto Lacorte        | Giorgio Sernagiotto   |
| 55                    |                   | Proton Competition                          | Ford Mustang GT3             | Ryan Hardwick          | Giammarco Levorato     | Corey Lewis           |
| 57                    |                   | Winward Racing                              | Mercedes-AMG GT3             | Indy Dontje (en)       | Philip Ellis (en)      | Russell Ward (en)     |
| 66                    |                   | Gradient Racing                             | Acura NSX GT3                | Tatiana Calderón       | Stevan McAleer (en)    | Sheena Monk (en)      |
| 70                    |                   | Inception Racing                            | McLaren 720S GT3             | Brendan Iribe          | Ollie Millroy          | Frederik Schandorff   |
| 78                    |                   | Forte Racing (en)                           | Lamborghini Huracán GT3 EVO2 | Devlin DeFrancesco     | Misha Goikhberg        | Loris Spinelli (pl)   |
| 80                    |                   | Lone Star Racing                            | Mercedes-AMG GT3             | Rui Andrade            | Scott Andrews (de)     | Salih Yoluç           |
| 83                    |                   | Iron Dames                                  | Lamborghini Huracán GT3 EVO2 | Sarah Bovy             | Rahel Frey             | Michelle Gatting      |
| 86                    |                   | MDK Motorsports                             | Porsche 911 GT3 R            | Klaus Bachler          | Anders Fjordbach       | Kerong Li             |
| 96                    |                   | Turner Motorsport                           | BMW M4 GT3                   | Robby Foley            | Patrick Gallagher (en) | Jake Walker (en)      |
| 120                   |                   | Wright Motorsport                           | Porsche 911 GT3 R            | Adam Adelson           | Jan Heylen             | Elliott Skeer         |

Championnat dans lequel la voiture est engagée :
- WeatherTech SportsCar Championship
- Michelin Endurance Cup

## Classement de la course
Voici le classement officiel au terme de la course.
- Les vainqueurs de chaque catégorie sont signalés par un fond jauni.

| Pos     | Classe  | no  | Écurie                                       | Pilotes                                                  | Châssis                                 | Tours | Temps                                  |
| Pos     | Classe  | no  | Écurie                                       | Pilotes                                                  | Moteur                                  | Tours | Temps                                  |
| ------- | ------- | --- | -------------------------------------------- | -------------------------------------------------------- | --------------------------------------- | ----- | -------------------------------------- |
| 1       | GTP     | 01  | Cadillac Racing                              | Sébastien Bourdais Renger van der Zande Scott Dixon      | Cadillac V-Series.R                     | 443   | 10:00:36.290                           |
| 1       | GTP     | 01  | Cadillac Racing                              | Sébastien Bourdais Renger van der Zande Scott Dixon      | Cadillac LMC55R 5,5 L V8 Atmo           | 443   | 10:00:36.290                           |
| 2       | GTP     | 6   | Porsche Penske Motorsport                    | Kévin Estre Mathieu Jaminet Nick Tandy                   | Porsche 963                             | 443   | + 2 s 948                              |
| 2       | GTP     | 6   | Porsche Penske Motorsport                    | Kévin Estre Mathieu Jaminet Nick Tandy                   | Porsche 9RD 4,6 L V8 Twin-Turbo         | 443   | + 2 s 948                              |
| 3       | GTP     | 7   | Porsche Penske Motorsport                    | Dane Cameron Felipe Nasr Matt Campbell                   | Porsche 963                             | 443   | + 13 s 832                             |
| 3       | GTP     | 7   | Porsche Penske Motorsport                    | Dane Cameron Felipe Nasr Matt Campbell                   | Porsche 9RD 4,6 L V8 Twin-Turbo         | 443   | + 13 s 832                             |
| 4       | GTP     | 24  | BMW M Team RLL                               | Philipp Eng Jesse Krohn Augusto Farfus                   | BMW M Hybrid V8                         | 442   | + 1 Tour                               |
| 4       | GTP     | 24  | BMW M Team RLL                               | Philipp Eng Jesse Krohn Augusto Farfus                   | BMW P66/3 4,0 L V8 Twin-Turbo           | 442   | + 1 Tour                               |
| 5       | GTP     | 31  | Whelen Cadillac Racing                       | Jack Aitken Tom Blomqvist Pipo Derani                    | Cadillac V-Series.R                     | 442   | + 1 Tour                               |
| 5       | GTP     | 31  | Whelen Cadillac Racing                       | Jack Aitken Tom Blomqvist Pipo Derani                    | Cadillac LMC55R 5,5 L V8 Atmo           | 442   | + 1 Tour                               |
| 6       | GTP     | 5   | Proton Competition Mustang Sampling          | Gianmaria Bruni Alessio Picariello Bent Viscaal          | Porsche 963                             | 441   | + 2 Tours                              |
| 6       | GTP     | 5   | Proton Competition Mustang Sampling          | Gianmaria Bruni Alessio Picariello Bent Viscaal          | Porsche 9RD 4,6 L V8 Twin-Turbo         | 441   | + 2 Tours                              |
| 7       | GTP     | 40  | Wayne Taylor Racing avec Andretti            | Louis Delétraz Jordan Taylor Colton Herta                | Acura ARX-06                            | 440   | + 3 Tours                              |
| 7       | GTP     | 40  | Wayne Taylor Racing avec Andretti            | Louis Delétraz Jordan Taylor Colton Herta                | Acura AR24e 2,4 L V6 Twin-Turbo         | 440   | + 3 Tours                              |
| 8       | LMP2    | 11  | TDS Racing                                   | Mikkel Jensen Hunter McElrea (en) Steven Thomas          | Oreca 07                                | 435   | + 8 Tours                              |
| 8       | LMP2    | 11  | TDS Racing                                   | Mikkel Jensen Hunter McElrea (en) Steven Thomas          | Gibson GK428 4,2 L V8 Atmo              | 435   | + 8 Tours                              |
| 9       | LMP2    | 74  | Riley                                        | Josh Burdon (en) Felipe Fraga Gar Robinson               | Oreca 07                                | 435   | + 8 Tours                              |
| 9       | LMP2    | 74  | Riley                                        | Josh Burdon (en) Felipe Fraga Gar Robinson               | Gibson GK428 4,2 L V8 Atmo              | 435   | + 8 Tours                              |
| 10      | LMP2    | 18  | Era Motorsport                               | Ryan Dalziel Dwight Merriman Connor Zilisch (en)         | Oreca 07                                | 435   | + 8 Tours                              |
| 10      | LMP2    | 18  | Era Motorsport                               | Ryan Dalziel Dwight Merriman Connor Zilisch (en)         | Gibson GK428 4,2 L V8 Atmo              | 435   | + 8 Tours                              |
| 11      | LMP2    | 52  | Inter Europol par PR1 Mathiasen Motorsports  | Nick Boulle Tom Dillmann Jakub Śmiechowski               | Oreca 07                                | 435   | + 8 Tours                              |
| 11      | LMP2    | 52  | Inter Europol par PR1 Mathiasen Motorsports  | Nick Boulle Tom Dillmann Jakub Śmiechowski               | Gibson GK428 4,2 L V8 Atmo              | 435   | + 8 Tours                              |
| 12      | LMP2    | 8   | Tower Motorsports                            | Sebastián Álvarez (en) John Farano Frederik Vesti        | Oreca 07                                | 435   | + 8 Tours                              |
| 12      | LMP2    | 8   | Tower Motorsports                            | Sebastián Álvarez (en) John Farano Frederik Vesti        | Gibson GK428 4,2 L V8 Atmo              | 435   | + 8 Tours                              |
| 13      | LMP2    | 88  | Richard Mille AF Corse                       | Nicklas Nielsen Luis Pérez Companc Lilou Wadoux          | Oreca 07                                | 434   | + 9 Tours                              |
| 13      | LMP2    | 88  | Richard Mille AF Corse                       | Nicklas Nielsen Luis Pérez Companc Lilou Wadoux          | Gibson GK428 4,2 L V8 Atmo              | 434   | + 9 Tours                              |
| 14      | LMP2    | 99  | AO Racing                                    | Matthew Brabham Paul-Loup Chatin P. J. Hyett (en)        | Oreca 07                                | 432   | + 11 Tours                             |
| 14      | LMP2    | 99  | AO Racing                                    | Matthew Brabham Paul-Loup Chatin P. J. Hyett (en)        | Gibson GK428 4,2 L V8 Atmo              | 432   | + 11 Tours                             |
| 15      | GTP     | 63  | Lamborghini – Iron Lynx                      | Matteo Cairoli Andrea Caldarelli Romain Grosjean         | Lamborghini SC63                        | 430   | + 13 Tours                             |
| 15      | GTP     | 63  | Lamborghini – Iron Lynx                      | Matteo Cairoli Andrea Caldarelli Romain Grosjean         | Lamborghini 3,8 L V8 Twin-Turbo         | 430   | + 13 Tours                             |
| 16      | LMP2    | 20  | MDK par High Class Racing                    | Dennis Andersen Scott Huffaker (en) Seth Lucas (en)      | Oreca 07                                | 417   | + 26 Tours                             |
| 16      | LMP2    | 20  | MDK par High Class Racing                    | Dennis Andersen Scott Huffaker (en) Seth Lucas (en)      | Gibson GK428 4,2 L V8 Atmo              | 417   | + 26 Tours                             |
| 17      | GTD Pro | 19  | Iron Lynx                                    | Mirko Bortolotti Jordan Pepper Franck Perera             | Lamborghini Huracán GT3 Evo 2           | 413   | + 30 Tours                             |
| 17      | GTD Pro | 19  | Iron Lynx                                    | Mirko Bortolotti Jordan Pepper Franck Perera             | Lamborghini DGF 5,2 L V10 Atmo          | 413   | + 30 Tours                             |
| 18      | GTD Pro | 62  | Risi Competizione                            | Alessandro Pier Guidi Davide Rigon Daniel Serra          | Ferrari 296 GT3                         | 413   | + 30 Tours                             |
| 18      | GTD Pro | 62  | Risi Competizione                            | Alessandro Pier Guidi Davide Rigon Daniel Serra          | Ferrari F163 3,0 L V6 Turbo             | 413   | + 30 Tours                             |
| 19      | GTD Pro | 23  | Heart of Racing Team                         | Roman De Angelis (en) Ross Gunn (en) Alex Riberas        | Aston Martin Vantage AMR GT3 Evo        | 413   | + 30 Tours                             |
| 19      | GTD Pro | 23  | Heart of Racing Team                         | Roman De Angelis (en) Ross Gunn (en) Alex Riberas        | Aston Martin M177 4,0 L V8 Turbo        | 413   | + 30 Tours                             |
| 20      | GTD Pro | 027 | Heart of Racing Team                         | Mario Farnbacher Zacharie Robichon Marco Sørensen        | Aston Martin Vantage AMR GT3 Evo        | 413   | + 30 Tours                             |
| 20      | GTD Pro | 027 | Heart of Racing Team                         | Mario Farnbacher Zacharie Robichon Marco Sørensen        | Aston Martin M177 4,0 L V8 Turbo        | 413   | + 30 Tours                             |
| 21      | GTD Pro | 3   | Corvette Racing par Pratt Miller Motorsports | Antonio García Daniel Juncadella Alexander Sims          | Corvette Z06 GT3.R                      | 413   | + 30 Tours                             |
| 21      | GTD Pro | 3   | Corvette Racing par Pratt Miller Motorsports | Antonio García Daniel Juncadella Alexander Sims          | Chevrolet LT6 5,5 L V8 Atmo             | 413   | + 30 Tours                             |
| 22      | GTD Pro | 65  | Ford Multimatic Motorsports                  | Joey Hand Dirk Müller Frédéric Vervisch                  | Ford Mustang GT3                        | 412   | + 31 Tours                             |
| 22      | GTD Pro | 65  | Ford Multimatic Motorsports                  | Joey Hand Dirk Müller Frédéric Vervisch                  | Ford Coyote 5,4 L V8 Atmo               | 412   | + 31 Tours                             |
| 23      | GTD Pro | 1   | Paul Miller Racing                           | Bryan Sellers Madison Snow Neil Verhagen (en)            | BMW M4 GT3                              | 412   | + 31 Tours                             |
| 23      | GTD Pro | 1   | Paul Miller Racing                           | Bryan Sellers Madison Snow Neil Verhagen (en)            | BMW S58B30T0 3,0 L i6 M TwinPower Turbo | 412   | + 31 Tours                             |
| 24      | GTD Pro | 64  | Ford Multimatic Motorsports                  | Christopher Mies Mike Rockenfeller Harry Tincknell       | Ford Mustang GT3                        | 411   | + 32 Tours                             |
| 24      | GTD Pro | 64  | Ford Multimatic Motorsports                  | Christopher Mies Mike Rockenfeller Harry Tincknell       | Ford Coyote 5,4 L V8 Atmo               | 411   | + 32 Tours                             |
| 25      | GTD     | 34  | Conquest Racing                              | Albert Costa Manny Franco Cédric Sbirrazzuoli            | Ferrari 296 GT3                         | 411   | + 32 Tours                             |
| 25      | GTD     | 34  | Conquest Racing                              | Albert Costa Manny Franco Cédric Sbirrazzuoli            | Ferrari F163 3,0 L V6 Turbo             | 411   | + 32 Tours                             |
| 26      | GTD     | 78  | Forte Racing (en)                            | Devlin DeFrancesco Misha Goikhberg Loris Spinelli (pl)   | Lamborghini Huracán GT3 Evo 2           | 411   | + 32 Tours                             |
| 26      | GTD     | 78  | Forte Racing (en)                            | Devlin DeFrancesco Misha Goikhberg Loris Spinelli (pl)   | Lamborghini DGF 5,2 L V10 Atmo          | 411   | + 32 Tours                             |
| 27      | GTD     | 12  | Vasser Sullivan                              | Frankie Montecalvo Aaron Telitz Parker Thompson (en)     | Lexus RC F GT3                          | 410   | + 33 Tours                             |
| 27      | GTD     | 12  | Vasser Sullivan                              | Frankie Montecalvo Aaron Telitz Parker Thompson (en)     | Toyota 2UR-GSE 5,0 L V8 Atmo            | 410   | + 33 Tours                             |
| 28      | GTD     | 023 | Triarsi Competizione                         | Alessio Rovera Charlie Scardina Onofrio Triarsi          | Ferrari 296 GT3                         | 410   | + 33 Tours                             |
| 28      | GTD     | 023 | Triarsi Competizione                         | Alessio Rovera Charlie Scardina Onofrio Triarsi          | Ferrari F163 3,0 L V6 Turbo             | 410   | + 33 Tours                             |
| 29      | GTD     | 45  | Wayne Taylor Racing avec Andretti            | Graham Doyle Danny Formal Kyle Marcelli (en)             | Lamborghini Huracán GT3 Evo 2           | 410   | + 33 Tours                             |
| 29      | GTD     | 45  | Wayne Taylor Racing avec Andretti            | Graham Doyle Danny Formal Kyle Marcelli (en)             | Lamborghini DGF 5,2 L V10 Atmo          | 410   | + 33 Tours                             |
| 30      | GTD     | 21  | AF Corse                                     | François Hériau Simon Mann Miguel Molina                 | Ferrari 296 GT3                         | 410   | + 33 Tours                             |
| 30      | GTD     | 21  | AF Corse                                     | François Hériau Simon Mann Miguel Molina                 | Ferrari F163 3,0 L V6 Turbo             | 410   | + 33 Tours                             |
| 31      | GTD     | 70  | Inception Racing                             | Brendan Iribe Ollie Millroy Frederik Schandorff          | Ferrari 296 GT3                         | 410   | + 33 Tours                             |
| 31      | GTD     | 70  | Inception Racing                             | Brendan Iribe Ollie Millroy Frederik Schandorff          | Ferrari F163 3,0 L V6 Turbo             | 410   | + 33 Tours                             |
| 32      | GTD     | 57  | Winward Racing                               | Indy Dontje (en) Philip Ellis (en) Russell Ward (en)     | Mercedes-AMG GT3 Evo                    | 410   | + 33 Tours                             |
| 32      | GTD     | 57  | Winward Racing                               | Indy Dontje (en) Philip Ellis (en) Russell Ward (en)     | Mercedes-Benz M159 6,2 L V8 Atmo        | 410   | + 33 Tours                             |
| 33      | GTD     | 96  | Turner Motorsport                            | Robby Foley Patrick Gallagher (en) Jake Walker (en)      | BMW M4 GT3                              | 409   | + 34 Tours                             |
| 33      | GTD     | 96  | Turner Motorsport                            | Robby Foley Patrick Gallagher (en) Jake Walker (en)      | BMW S58B30T0 3,0 L i6 M TwinPower Turbo | 409   | + 34 Tours                             |
| 34      | GTD Pro | 9   | Pfaff Motorsports                            | James Hinchcliffe Oliver Jarvis Marvin Kirchhöfer        | McLaren 720S GT3 Evo                    | 408   | + 35 Tours                             |
| 34      | GTD Pro | 9   | Pfaff Motorsports                            | James Hinchcliffe Oliver Jarvis Marvin Kirchhöfer        | McLaren M840T 4,0 l V8 Twin-Turbo       | 408   | + 35 Tours                             |
| 35      | GTD     | 80  | Lone Star Racing                             | Rui Andrade Scott Andrews (de) Salih Yoluç               | Mercedes-AMG GT3 Evo                    | 408   | + 35 Tours                             |
| 35      | GTD     | 80  | Lone Star Racing                             | Rui Andrade Scott Andrews (de) Salih Yoluç               | Mercedes-Benz M159 6,2 L V8 Atmo        | 408   | + 35 Tours                             |
| 36      | GTD Pro | 82  | DragonSpeed                                  | Vincent Abril Thomas Neubauer Toni Vilander              | Ferrari 296 GT3                         | 408   | + 35 Tours                             |
| 36      | GTD Pro | 82  | DragonSpeed                                  | Vincent Abril Thomas Neubauer Toni Vilander              | Ferrari F163 3,0 L V6 Turbo             | 408   | + 35 Tours                             |
| 37      | GTD Pro | 77  | AO Racing                                    | Julien Andlauer Michael Christensen Laurin Heinrich (en) | Porsche 911 GT3 R                       | 408   | + 35 Tours                             |
| 37      | GTD Pro | 77  | AO Racing                                    | Julien Andlauer Michael Christensen Laurin Heinrich (en) | Porsche M97/80 4,2 L Flat Six Atmo      | 408   | + 35 Tours                             |
| 38      | GTD     | 13  | AWA                                          | Matt Bell Orey Fidani (en) Lars Kern                     | Corvette Z06 GT3.R                      | 407   | + 36 Tours                             |
| 38      | GTD     | 13  | AWA                                          | Matt Bell Orey Fidani (en) Lars Kern                     | Chevrolet LT6 5,5 L V8 Atmo             | 407   | + 36 Tours                             |
| 39      | GTD     | 66  | Gradient Racing                              | Tatiana Calderón Stevan McAleer (en) Sheena Monk (en)    | Acura NSX GT3 Evo22                     | 406   | + 37 Tours                             |
| 39      | GTD     | 66  | Gradient Racing                              | Tatiana Calderón Stevan McAleer (en) Sheena Monk (en)    | Acura JNC1 3,5 L V6 Turbo               | 406   | + 37 Tours                             |
| 40 Abd. | GTP     | 10  | Wayne Taylor Racing avec Andretti            | Filipe Albuquerque Ricky Taylor Brendon Hartley          | Acura ARX-06                            | 405   | Accident                               |
| 40 Abd. | GTP     | 10  | Wayne Taylor Racing avec Andretti            | Filipe Albuquerque Ricky Taylor Brendon Hartley          | Acura AR24e 2,4 L V6 Twin-Turbo         | 405   | Accident                               |
| 41      | GTD     | 83  | Iron Dames                                   | Sarah Bovy Rahel Frey Michelle Gatting                   | Lamborghini Huracán GT3 Evo 2           | 404   | + 39 Tours                             |
| 41      | GTD     | 83  | Iron Dames                                   | Sarah Bovy Rahel Frey Michelle Gatting                   | Lamborghini DGF 5,2 L V10 Atmo          | 404   | + 39 Tours                             |
| 42      | GTD     | 47  | Cetilar Racing                               | Antonio Fuoco Roberto Lacorte Giorgio Sernagiotto        | Ferrari 296 GT3                         | 402   | + 41 Tours                             |
| 42      | GTD     | 47  | Cetilar Racing                               | Antonio Fuoco Roberto Lacorte Giorgio Sernagiotto        | Ferrari F163 3,0 L V6 Turbo             | 402   | + 41 Tours                             |
| 43 Abd. | GTD     | 86  | MDK Motorsports                              | Klaus Bachler Anders Fjordbach Kerong Li                 | Porsche 911 GT3 R                       | 397   | Problème mécanique                     |
| 43 Abd. | GTD     | 86  | MDK Motorsports                              | Klaus Bachler Anders Fjordbach Kerong Li                 | Porsche M97/80 4,2 L Flat Six Atmo      | 397   | Problème mécanique                     |
| 44 Abd. | GTD     | 120 | Wright Motorsports                           | Adam Adelson Jan Heylen Elliott Skeer                    | Porsche 911 GT3 R                       | 373   | Accident                               |
| 44 Abd. | GTD     | 120 | Wright Motorsports                           | Adam Adelson Jan Heylen Elliott Skeer                    | Porsche M97/80 4,2 L Flat Six Atmo      | 373   | Accident                               |
| 45 Abd. | GTD     | 55  | Proton Competition                           | Ryan Hardwick Giammarco Levorato Corey Lewis             | Ford Mustang GT3                        | 372   | Accident                               |
| 45 Abd. | GTD     | 55  | Proton Competition                           | Ryan Hardwick Giammarco Levorato Corey Lewis             | Ford Coyote 5,4 L V8 Atmo               | 372   | Accident                               |
| 46      | GTD Pro | 4   | Corvette Racing par Pratt Miller Motorsports | Earl Bamber Nicky Catsburg Tommy Milner                  | Corvette Z06 GT3.R                      | 357   | +86 Tours                              |
| 46      | GTD Pro | 4   | Corvette Racing par Pratt Miller Motorsports | Earl Bamber Nicky Catsburg Tommy Milner                  | Chevrolet LT6 5,5 L V8 Atmo             | 357   | +86 Tours                              |
| 47 Abd. | LMP2    | 22  | United Autosports États-Unis                 | Paul di Resta Bijoy Garg (en) Dan Goldburg               | Oreca 07                                | 248   | Endommagement à la suite d'un accident |
| 47 Abd. | LMP2    | 22  | United Autosports États-Unis                 | Paul di Resta Bijoy Garg (en) Dan Goldburg               | Gibson GK428 4,2 L V8 Atmo              | 248   | Endommagement à la suite d'un accident |
| 48 Abd. | GTP     | 25  | BMW M Team RLL                               | Connor De Phillippi Nick Yelloly Maxime Martin           | BMW M Hybrid V8                         | 170   | Moteur                                 |
| 48 Abd. | GTP     | 25  | BMW M Team RLL                               | Connor De Phillippi Nick Yelloly Maxime Martin           | BMW P66/3 4,0 L V8 Twin-Turbo           | 170   | Moteur                                 |
| 49 Abd. | GTP     | 85  | JDC-Miller MotorSports                       | Phil Hanson Tijmen van der Helm Richard Westbrook        | Porsche 963                             | 160   | Direction assistée                     |
| 49 Abd. | GTP     | 85  | JDC-Miller MotorSports                       | Phil Hanson Tijmen van der Helm Richard Westbrook        | Porsche 9RD 4,6 L V8 Twin-Turbo         | 160   | Direction assistée                     |
| 50 Abd. | LMP2    | 2   | United Autosports États-Unis                 | Ben Hanley Ben Keating Nico Pino                         | Oreca 07                                | 116   | Accident                               |
| 50 Abd. | LMP2    | 2   | United Autosports États-Unis                 | Ben Hanley Ben Keating Nico Pino                         | Gibson GK428 4,2 L V8 Atmo              | 116   | Accident                               |
| 51 Abd. | GTD Pro | 14  | Vasser Sullivan                              | Ben Barnicoat Jack Hawksworth Kyle Kirkwood              | Lexus RC F GT3                          | 113   | Problème mécanique                     |
| 51 Abd. | GTD Pro | 14  | Vasser Sullivan                              | Ben Barnicoat Jack Hawksworth Kyle Kirkwood              | Toyota 2UR-GSE 5,0 L V8 Atmo            | 113   | Problème mécanique                     |
| 52 Abd. | GTD     | 44  | Magnus Racing                                | Andy Lally John Potter Spencer Pumpelly                  | Aston Martin Vantage AMR GT3 Evo        | 14    | Cardan                                 |
| 52 Abd. | GTD     | 44  | Magnus Racing                                | Andy Lally John Potter Spencer Pumpelly                  | Aston Martin M177 4,0 L V8 Turbo        | 14    | Cardan                                 |
| 53      | GTD     | 32  | Korthoff Preston Motorsports                 | Mikaël Grenier Kenton Koch (en) Mike Skeen (en)          | Mercedes-AMG GT3 Evo                    | 410   | +33 Tours                              |
| 53      | GTD     | 32  | Korthoff Preston Motorsports                 | Mikaël Grenier Kenton Koch (en) Mike Skeen (en)          | Mercedes-Benz M159 6,2 L V8 Atmo        | 410   | +33 Tours                              |

## Pole position et record du tour
- Pole position :
- Meilleur tour en course :

## À noter
- Longueur du circuit : 2,54 miles
- Distance parcourue par les vainqueurs :